# Гославщина
Гославщина (бел. Гаслаўшчына) — деревня в Ляховичском районе Брестской области Белоруссии, входит в состав Начевского сельсовета. Население — 238 человек (2019).

## География
Гославщина находится в 7 км к юго-востоку от города Ляховичи, примыкает с востока к агрогородку Русиновичи. Местность принадлежит к бассейну Немана, деревня стоит на правом берегу небольшой реки Свидровка, притока Щары. Через соседние Русиновичи проходит автодорога Р4, там же расположена ж/д платформа Рейтанов на линии Барановичи — Лунинец.

## История
Поселение впервые упомянуто в 1567 году под названием Скубятовщина в связи с тем, что великий князь Сигизмунд II Август даровал имение С. Гасловскому. После этого поселение стало именоваться Гасловщина (Гославщина).
Деревня входила в состав Новогрудского повета Новогрудского воеводства Великого княжества Литовского. В 1586 году имение было продано известному мемуаристу Ф. М. Евлашовскому, впоследствии часто меняло хозяев.
После второго раздела Речи Посполитой (1793) в составе Российской империи, деревня входила в состав Слуцкого уезда Минской губернии.
В первой половине XIX века поместье перешло в собственность рода Черноцких, которые выстроили рядом с деревней, на другом берегу Свидровки, небольшой фольварк, состоявший из деревянного дома (сохранился) и нескольких деревянных хозпостроек.
Согласно Рижскому мирному договору (1921) деревня вошла в состав межвоенной Польши, с 1939 года — в БССР.

## Достопримечательности
- Фрагменты усадьбы Черноцких XIX века. Небольшой деревянный дом и руины хозпостроек